# Organisation internationale de télécommunications par satellite
Pour les articles homonymes, voir ITSO.
Ne doit pas être confondu avec International Telecommunications Satellite Consortium.
L’International Telecommunications Satellite Organization (Organisation internationale de télécommunications par satellite) ou ITSO est une organisation intergouvernementale chargée de superviser les obligations de service public d'Intelsat et de protéger le patrimoine commun des Parties.
L’ITSO intègre le principe énoncé dans la Résolution 1721 (XVI) de l’Assemblée générale des Nations unies selon lequel les nations du monde doivent pouvoir dès que possible communiquer au moyen de satellites sur une base mondiale et non discriminatoire.

## Historique
L’Organisation internationale de télécommunications par satellites, appelée INTELSAT lors de sa création en 1973, a été restructurée en 2001. Cette restructuration a donné lieu à la création d’une entité privée, Intelsat S.A., l’organisation intergouvernementale continuant sous un nouveau nom (ITSO).

## Membres
En mai 2020, 149 États étaient membres de l'ITSO. Les États adhèrent à l'ITSO en ratifiant un traité multilatéral connu sous le nom de Agreement relating to the International Telecommunications Satellite Organization (Accord relatif à l'Organisation internationale de télécommunications par satellite). La Bulgarie a ratifié le traité en 1996, mais l'a dénoncé et s'est retiré de l'organisation en 2012[réf. nécessaire].

## Organe exécutif
L'organe exécutif est constitué d'un directeur général et de deux directeurs.

## Flotte de satellites
| Flotte Intelsat V | Flotte Intelsat V | Flotte Intelsat V      | Flotte Intelsat V | Flotte Intelsat V | Flotte Intelsat V      | Flotte Intelsat V |
| Satellite         | Fabricant         | Type                   | Lanceur           | Date de lancement | Statut                 | Remarques         |
| ----------------- | ----------------- | ---------------------- | ----------------- | ----------------- | ---------------------- | ----------------- |
| Intelsat V F-1    |                   |                        |                   |                   |                        |                   |
| Intelsat V F-2    |                   |                        |                   |                   |                        |                   |
| Intelsat V F-3    |                   |                        |                   |                   |                        |                   |
| Intelsat V F-4    |                   |                        |                   |                   |                        |                   |
| Intelsat V F-5    |                   |                        |                   |                   |                        |                   |
| Intelsat V F-6    |                   |                        |                   |                   |                        |                   |
| Intelsat V F-7    | Ford Aerospace    | Plate-forme Intelsat-V | Ariane 1 (L7)     | 19 octobre 1983   | Désactivé en août 1996 |                   |
| Intelsat V F-8    |                   |                        |                   |                   |                        |                   |
| Intelsat V F-9    |                   |                        |                   |                   |                        |                   |
| Intelsat V F-10   |                   |                        |                   |                   |                        |                   |
| Intelsat V F-11   |                   |                        |                   |                   |                        |                   |
| Intelsat V F-12   |                   |                        |                   |                   |                        |                   |
| Intelsat V F-13   |                   |                        |                   |                   |                        |                   |
| Intelsat V F-14   |                   |                        |                   |                   |                        |                   |
| Intelsat V F-15   |                   |                        |                   |                   |                        |                   |

| Flotte Intelsat VI | Flotte Intelsat VI | Flotte Intelsat VI | Flotte Intelsat VI | Flotte Intelsat VI | Flotte Intelsat VI        | Flotte Intelsat VI |
| Satellite          | Fabricant          | Type               | Lanceur            | Date de lancement  | Statut                    | Remarques          |
| ------------------ | ------------------ | ------------------ | ------------------ | ------------------ | ------------------------- | ------------------ |
| Intelsat 601       | Hughes             | HS-389             | Ariane 44L (V47)   | 29 octobre 1991    | Désactivé en octobre 2011 |                    |
| Intelsat 602       | Hughes             | HS-389             | Ariane 44L (V34)   | 27 octobre 1989    |                           |                    |
| Intelsat 603       |                    |                    |                    |                    |                           |                    |
| Intelsat 604       |                    |                    |                    |                    |                           |                    |
| Intelsat 605       | Hughes             | HS-389             | Ariane 44L (V45)   | 14 août 1991       | Désactivé en janvier 2009 |                    |

| Flotte Intelsat VII | Flotte Intelsat VII | Flotte Intelsat VII | Flotte Intelsat VII      | Flotte Intelsat VII | Flotte Intelsat VII        | Flotte Intelsat VII |
| Satellite           | Fabricant           | Type                | Lanceur                  | Date de lancement   | Statut                     | Remarques           |
| ------------------- | ------------------- | ------------------- | ------------------------ | ------------------- | -------------------------- | ------------------- |
| Intelsat 701        | Space Systems/Loral | SSL-1300            | Ariane 44LP H10 (V60)    | 22 Octobre 1993     | Désactivé                  |                     |
| Intelsat 702        | Space Systems/Loral | SSL-1300            | Ariane 44LP H10+ (V64)   | 17 juin 1994        |                            |                     |
| Intelsat 703        | Space Systems/Loral | SSL-1300            |                          |                     |                            |                     |
| Intelsat 704        | Space Systems/Loral | SSL-1300            |                          |                     |                            |                     |
| Intelsat 705        | Space Systems/Loral | SSL-1300            |                          |                     |                            |                     |
| Intelsat 706        | Space Systems/Loral | SSL-1300            | Ariane 44 LP H10-3 (V73) | 17 mai 1995         | Désactivé en novembre 2014 |                     |
| Intelsat 707        | Space Systems/Loral | SSL-1300            | Ariane 44 LP H10-3 (V84) | 14 mars 1996        | Désactivé en janvier 2011  |                     |
| Intelsat 708        | Space Systems/Loral | SSL-1300            |                          |                     |                            |                     |
| Intelsat 709        | Space Systems/Loral | SSL-1300            | Ariane 44 P H10-3 (V87)  | 14 juin 1996        | Désactivé en février 2013  |                     |
| Intelsat 801        | Lockheed Martin     | AS-7000             | Ariane-44P H10-3 (V94)   | 1er mars 1997       | Désactivé en octobre 2013  |                     |
| Intelsat 802        | Lockheed Martin     | AS-7000             | Ariane-44P H10-3 (V96)   | 25 juin 1997        | Désactivé en octobre 2010  |                     |
| Intelsat 803        | Lockheed Martin     | AS-7000             | Ariane-42L H10-3 (V100)  | 23 septembre 1997   |                            |                     |
| Intelsat 804        | Lockheed Martin     | AS-7000             | Ariane-42L H10-3 (V104)  | 22 décembre 1997    | Désactivé le janvier 2005  |                     |
| Intelsat 805        | Lockheed Martin     | AS-7000             |                          |                     |                            |                     |
| Intelsat 806        | Lockheed Martin     | AS-7000             |                          |                     |                            |                     |
| Intelsat 901        | Space Systems/Loral | SSL 1300            | Ariane 44L H10-3 (V141)  | 9 juin 2001         |                            |                     |
| Intelsat 902        | Space Systems/Loral | SSL 1300            | Ariane 44L H10-3 (V143)  | 30 août 2001        |                            |                     |
| Intelsat 903        | Space Systems/Loral | SSL 1300            |                          |                     |                            |                     |
| Intelsat 904        | Space Systems/Loral | SSL 1300            | Ariane 44L H10-3 (V148)  | 23 janvier 2002     |                            |                     |
| Intelsat 905        | Space Systems/Loral | SSL 1300            | Ariane 44L H10-3 (V152)  | 5 juin 2002         |                            |                     |
| Intelsat 906        | Space Systems/Loral | SSL 1300            | Ariane 44L H10-3 (V154)  | 6 septembre 6 2002  |                            |                     |
| Intelsat 907        | Space Systems/Loral | SSL 1300            | Ariane 44L H10-3 (V159)  | 15 février 2003     |                            | Dernière Ariane 4   |
| Intelsat 10-02      | EADS Astrium        | Eurostar-3000       |                          |                     |                            |                     |